# The Red Badge of Courage (película)
The Red Badge of Courage (traducida como Alma de valiente, en Hispanoamérica y Medalla roja al valor, en España) es una película norteamericana de 1951, dirigida por John Huston, con música de Bronislau Kaper y fotografía de Harold Rosson. El guion del propio Hudson y Albert Band se basa en la novela homónima (1896), escrita por Stephen Crane.
En el reparto principal están: Audie Murphy, Bill Mauldin, Andy Devine, Robert Easton, Royal Dano, John Dierkes, Arthur Hunnicutt, Douglas Dick y Tim Durant. La novela Picture —publicada por primera vez en 1952 en The New Yorker— de Lillian Ross trata de cómo se rodó esta película.

## Argumento
Ambientada en la guerra de secesión americana, un joven descubre el horror de la guerra al tiempo que demuestra su valor personal como soldado. 
El guion de la película fue realizado por el propio Huston y está basado en la novela de Stephen Crane.
Huston utilizó ángulos de cámara tomados del cine negro para crear un entorno inquietante del campo de batalla. Según la novela Picture que Lillian Ross hizo sobre la película, parece que Huston pensó que podía ser su mejor cinta, pero terminó renegando de ella y se sintió frustrado cuando se alteró su montaje final por parte de la productora y cortaron el metraje dejándolo en 69 minutos de duración.
Tres de los actores de la película sirvieron realmente en la Segunda Guerra Mundial y algunos fueron incluso héroes de guerra, como es el caso de Audie Murphy.
Según los registros de MGM, la película recaudó 789.000 dólares en los EE. UU. y Canadá, y 291.000 dólares en otros países, lo que supuso una pérdida de 1.018 millones de dólares. Esto hizo que fuera una de las películas menos exitosas del estudio de aquel año, a pesar de que no se perdió tanto dinero como con Calling Bulldog Drummond, Mr. Imperium o Inside Straight.

## Reparto
- Audie Murphy: Henry Fleming (El Joven)
- Bill Mauldin: Tom Wilson (El Soldado Ruidoso)
- Douglas Dick: El Teniente
- Royal Dano: El Hombre Andrajoso
- John Dierkes: Jim Conklin (El Soldado Alto)
- Arthur Hunnicutt: Bill Porter
- Tim Durant: El General
- Andy Devine: El Soldado Alegre
- Robert Easton: Thompson